# Ortaca, Söğüt
Ortaca là một xã thuộc huyện Söğüt, tỉnh Bilecik, Thổ Nhĩ Kỳ. Dân số thời điểm năm 2011 là 207 người.